# Thành Lợi, huyện Bình Tân
Thành Lợi là một xã cũ thuộc huyện Bình Tân, tỉnh Vĩnh Long, Việt Nam.

## Địa lý
Xã Thành Lợi nằm ở phía đông nam huyện Bình Tân, có vị trí địa lý:
- Phía đông giáp thị xã Bình Minh và xã Mỹ Thuận
- Phía tây giáp thị trấn Tân Quới và xã Tân Bình
- Phía nam giáp thành phố Cần Thơ
- Phía bắc giáp xã Tân Thành và xã Thành Trung.

Xã Thành Lợi có diện tích 15,55 km², dân số năm 2019 là 10.049 người, mật độ dân số đạt 646 người/km².

## Hành chính
Xã Thành Lợi được chia thành 8 ấp: Thành An, Thành Đức, Thành Nghĩa, Thành Ninh, Thành Phú, Thành Thọ, Thành Tiến, Thành Trí.

## Lịch sử
Sau năm 1975, Thành Lợi là một xã thuộc huyện Bình Minh.
Ngày 9 tháng 8 năm 1994, Chính phủ ban hành Nghị định số 85-CP. Theo đó, thành lập xã Thành Đông và xã Thành Trung trên cơ sở một phần diện tích và dân số của xã Thành Lợi.
Ngày 31 tháng 7 năm 2007, Chính phủ ban hành Nghị định số 125/2007/NĐ-CP về việc thành lập huyện Bình Tân thuộc tỉnh Vĩnh Long, xã Thành Lợi thuộc huyện Bình Tân.
Đến năm 2019, xã Thành Lợi có diện tích 15,59 km², dân số là 14.699 người, mật độ dân số đạt 943 người/km².
Ngày 10 tháng 1 năm 2020, Ủy ban Thường vụ Quốc hội ban hành Nghị quyết số 860/NQ-UBTVQH14 về việc sắp xếp các đơn vị hành chính cấp xã thuộc tỉnh Vĩnh Long (nghị quyết có hiệu lực từ ngày 1 tháng 2 năm 2020). Theo đó:
- Sáp nhập toàn bộ 3,37 km² diện tích tự nhiên và 1.519 người thuộc các ấp: Thành Tiến, Thành An của xã Thành Đông vừa giải thể vào xã Thành Lợi
- Sáp nhập toàn bộ 3,41 km² diện tích tự nhiên và 6.169 người thuộc các ấp: Thành Nhân, Thành Công, Thành Tâm của xã Thành Lợi vào xã Tân Quới để thành lập thị trấn Tân Quới.